# Бой в бухте Портман
Бой в бухте Портман (исп. Combate naval de Portmán) — морской бой 11 октября 1873 года вблизи Картахены между кораблями кантоналистских повстанцев Картахены и кораблями испанского правительственного флота.

## Перед боем
Осенью 1873 года Картахена была осаждена с суши правительственными войсками, а с моря была блокирована отрядом правительственного флота под командованием контр-адмирала Мигеля Лобо в составе броненосца Victoria, деревянных винтовых фрегатов Almansa, Navas-de-Tolosa и Carmen и колесных корветов Ciudad-de-Cadiz и Colon.

## Ход боя
11 октября генерал Хуан Контрерас, командир повстанцев, решил заставить противника снять блокаду и для этой цели в 10½ часов утра вышел в море с тремя броненосцами: (Numancia, Tetuan и Mendez-Nunez), и колесным корветом Ferdinando-el-Catolico.
Бой продолжался 2 часа, но оказался безрезультатным. Стрельба повстанцев, команды которых были слабо подготовлены, была очень неточной, но, с другой стороны, броня служила хорошей защитой против снарядов правительственных кораблей, стрельба которых была хотя и лучше, но всё-таки далеко не меткой.
На месте боя присутствовали иностранные корабли, и сражающиеся не стеснялись укрываться за ними, когда им грозила опасность. Так, за германским корветом Elisabeth укрылся корвет Ciudad-de-Cadiz, когда ему грозил таранным ударом фрегат Numancia, и то же самое сделал Mendez-Nunez, спасаясь от фрегата Victoria: он укрылся за французским броненосцем Thetis.

## Результаты
На кораблях кантоналистов погибло 7 человек, и было ранено 38 (по другим данным — 52), на правительственной эскадре было 11 убитых и 32 раненых. У адмирала Лобо были серьёзно повреждены два корабля, а корабли повстанцев (один из них, Mendez-Nunez, был также серьёзно повреждён) вернулись в Картахену.
Поскольку кантоналисты вернулись в порт Картахены, Лобо сообщил Мадриду о победе. Однако когда кантоналисты вновь появились перед правительственной эскадрой 13 октября 1873 года (на этот раз юго-западнее Картахены), именно Лобо решил отвернуться и избежать нового боя. В Гибралтаре он хотел заправить свои корабли углем и дождаться подкреплений с броненосного фрегата «Сарагоса», доставленного с Кубы. Кантоналисты праздновали прорыв блокады как свою победу. 19 октября они даже появились перед Валенсией, и только иностранным военным кораблям удалось помешать обстрелу этого города. Во время этого последнего рейда кантоналистов «Нумансия» случайно протаранила пароход «Фернандо эль Католико» и потопила его. Отход правительственного флота привел к отставке адмирала Лобо и замене его адмиралом Николасом Чикарро, который также избегал боя, несмотря на то, что имел три броненосных фрегата, поскольку к ним присоединился и фрегат «Арапилес».